# Teratorhabditis dentifera
Teratorhabditis dentifera är en rundmaskart. Teratorhabditis dentifera ingår i släktet Teratorhabditis och familjen Rhabditidae. Inga underarter finns listade i Catalogue of Life.